# アポカリプス 〜黙示録〜
『アポカリプス 〜黙示録〜』（原題：San Giovanni - L'apocalisse）は、2002年イタリアで製作されたテレビ映画である。イタリアでの放送日は2002年12月10日。 

## 概要
ヨハネの黙示録のテレビ映画。日本では2007年12月7日DVDで販売された。

## キャスト
| 役名             | 俳優                         | 日本語吹替 |
| ---------------- | ---------------------------- | ---------- |
| ジョン           | リチャード・ハリス           | 大木民夫   |
| アイリーン       | ヴィットリア・ベルヴェドール | 峯香織     |
| ヴァレリオ       | ペンジャミン・サドラー       | 奥田啓人   |
| マクシムス       | クリスチャン・コーランド     | 浦山迅     |
| イオン           | エロール・ザンダー           | 小松史法   |
| ドミティアヌス   | ブルース・ペイン             |            |
| イエス・キリスト | ヤン・ミケリーニ             |            |

## スタッフ
- 監督：ラファエル・メルテス
- 製作総指揮：パオロ・ルシディ
- 脚本：フランチェスコ・コンタルド、ラファエル・メルテス、ジャンマリオ・パガノ
- 音楽：マルコ・フリシナ
- 撮影：ジョパンニ・ガラッソ
- 美術監督：パオロ・ビアジェッティ
- 編集：ジョパンニ・ガラッソ